# Gangster Tripping
«Gangster Tripping» (lanzado como sencillo bajo el nombre «Gangster Trippin» que también es el título de la versión censurada) es una canción del músico británico Fatboy Slim. Fue lanzada el 5 de octubre de 1998 como el segundo sencillo de su segundo álbum de estudio, You've Come a Long Way, Baby.

## Samples
La canción contiene samples de «Entropy» de DJ Shadow, «Word Play» y «The Turntablist Anthem» de X-Ecutioners, «Beatbox Wash» de Dust Junkys (contiene la línea de coro de la canción), «Change the Mood» de Jackie Mittoo, «Sissy Walk» de Freedom Now Brothers y «You Did It» de Ann Robinson. La canción aparece en el videojuego de PlayStation Portable Lumines II del año 2006 y en la película Viviendo sin límites de 1999. El sencillo alcanzó el puesto número 3 en el Reino Unido y el número 49 en Suiza.
La muestra «We gotta kick that gangsta shit» proviene de la primera actuación en vivo grabada por el dúo de jazz rap Pete Rock & CL Smooth (sampleado por DJ Shadow en «Entropy»). En la versión de radio, fue reeditado con fines de censura.
En 2013, Nicky Lockett (también conocido como MC Tunes) de Dust Junkys ganó un caso judicial de tres años para recuperar regalías no pagadas por el uso de su voz en el coro principal de la canción.

## Video musical
El video musical de «Gangster Tripping» fue dirigido por Roman Coppola, y consiste simplemente en escenas de juegos de muebles que explotan, que se muestran desde múltiples ángulos y, a menudo, en cámara lenta. El mismo Fatboy Slim hace un cameo en el video, mostrándose en una fotografía en el espejo desde donde se levanta una mujer. Según MTV en ese momento, el guion del video contenía solo una línea: «Blow stuff up».
El video muestra ciertas similitudes con el final de Zabriskie Point de Michelangelo Antonioni, donde varios muebles son explotados de manera similar en cámara lenta y desde diferentes ángulos. El director Coppola a menudo elogiaba las obras de Antonioni en entrevistas.

## Lista de canciones
Sencillo: CD estándar, 12" y casete
1. «Gangster Trippin»
2. «The World Went Down»
3. «Jack It Up (DJ Delite)»

Sencillo CD (Europa)
1. «Gangster Trippin»
2. «The World Went Down»

Sencillo CD (Japón)
1. «Gangster Trippin» (versión de radio)
2. «Gangster Trippin» (versión completa)
3. «Jack It Up (DJ Delite)»

## Posicionamiento en listas
| Lista (1998)                           | Mejor posición |
| -------------------------------------- | -------------- |
| Australia (ARIA)                       | 75             |
| Unión Europea (Eurochart Hot 100)      | 20             |
| Finlandia (OFC)                        | 6              |
| Alemania (Offizielle Deutsche Charts)  | 98             |
| Islandia (Íslenski Listinn Topp 40)    | 14             |
| Irlanda (IRMA)                         | 17             |
| Italia (Musica e dischi)               | 13             |
| Países Bajos (Mega Single Top 100)     | 68             |
| Nueva Zelanda (Recorded Music NZ)      | 32             |
| Escocia (Scottish Singles Sales Chart) | 5              |
| Suecia (Sverigetopplistan)             | 49             |
| Suiza (Schweizer Hitparade)            | 49             |
| Reino Unido (UK Singles Chart)         | 3              |
| Reino Unido (UK Dance Chart)           | 3              |
| Reino Unido (UK Indie Chart)           | 1              |

| Lista (1998)     | Posición |
| ---------------- | -------- |
| UK Singles (OCC) | 106      |

## Certificaciones
| País        | Certificación | Ventas  |
| ----------- | ------------- | ------- |
| Reino Unido | Platino       | 200 000 |

## Historial de lanzamientos
| País           | Fecha                | Formato(s)         | Discográfica       | Ref.   |
| -------------- | -------------------- | ------------------ | ------------------ | ------ |
| Reino Unido    | 5 de octubre de 1998 | Vinilo, CD, casete | Skint              | [ 28 ] |
| Estados Unidos | 20 de julio de 1999  | Alternative radio  | Astralwerks, Skint | [ 29 ] |